# Gustave Nalinne

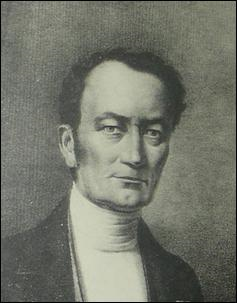
Gustave Nalinne

Gustave Nalinne (Luik, 28 januari 1794 - Charleroi, 15 maart 1851) was een Belgisch liberaal advocaat, politicus en burgemeester, lid van de Liberale Partij. 

## Biografie

### Familie
Gustave Nalinne was een zoon van Charles Nicolas Alexandre Nalinne, advocaat en schepen van Charleroi, en Marie Françoise Joseph Wyart. Hij verhuisde op jonge leeftijd met zijn familie naar Charleroi, dat in het begin van de 19e eeuw steeds meer een economisch en administratief centrum werd.
Hij trouwde in 1821 in Lodelinsart met Palmyre Frison (1801-1861), zus van Auguste Frison, industrieel, volksvertegenwoordiger en burgemeester van Jumet, en Jules Frison, advocaat, industrieel, lid van het Nationaal Congres en burgemeester van Lodelinsart. Hun dochter Juliette (1825-1893) trouwde met Alexandre Gendebien (1812-1865), advocaat en industrieel, zoon van Alexandre Gendebien, advocaat, lid van het Voorlopig Bewind, lid van het Nationaal Congres, minister van Justitie, volksvertegenwoordiger en gemeenteraadslid van Brussel.

### Loopbaan
Als doctor in de rechten werd Nalinne beroepshalve advocaat. In 1830 nam hij als vrijwilliger deel aan de Belgische Revolutie.
Voor de liberalen werd hij na de Belgische onafhankelijkheid van 1830 tot 1834 schepen van Charleroi, waarna hij er van 1834 tot aan zijn overlijden in 1851 burgemeester was. Als burgemeester voerde hij vele bouwwerken uit in de stad.
Van 1830 tot 1831 zetelde hij bovendien voor het arrondissement Charleroi in het Nationaal Congres, waarna hij van 1836 tot 1848 provincieraadslid van Henegouwen werd.

## Eerbetoon
Een straat in Charleroi draagt zijn naam.